# Andy Chipling
Andy Chipling é um fotógrafo e empresário britânico
Grande entusiasta dos aviões de papel, ele fundou, em 1989, a Paper Aircraft Association - associação que regula os campeonatos e recordes internacionais de aviões de papel. Por isso, ele foi chamado pelo jornal londrino The Guardian como “o profissional líder em aviões de papel no Reino Unido”